# Le Grand oiseau de feu sur l'Arche
Le Grand oiseau de feu sur l'Arche est une  sculpture monumentale réalisée en 1991 par Niki de Saint Phalle, achetée en 2006 par Andreas Bechtler, installée sur le parvis du musée qui porte son nom : le Bechtler Museum of Modern Art, Charlotte (Caroline du Nord), États-Unis. Elle a une hauteur d'environ 17 pieds (plus de 5 mètres), et pèse environ 650 kg. 

## Contexte
Cette œuvre a été terminée l'année de la mort de Jean Tinguely; c'est pour quatre ans la dernière œuvre monumentale de Niki. Car elle va se consacrer, jusqu'en 1997, à l'ouverture du Musée Tinguely, pour la succession duquel elle livre une rude bataille, y compris contre les amis de Jean qui ne voulaient pas d'un vrai musée mais plutôt d'un anti-musée dans le hangar d'une ancienne fabrique de verre qu'il avait achetée à La Verrerie, canton de Fribourg.
Épuisée par la succession de  Tinguely, Niki  ne reprend ses sculptures monumentales que sur demande d'un amie, Cindy Priztker, épouse du richissime Jay Pritzker qui décerne chaque année le prix Pritzker, important prix d'architecture fondé en 1979.  En 1996 à Rancho Santa Fe, elle construit  Gila, maison monstre (Gila Monster), sculpture monumentale à la fois habitation et maison de jeux d'enfants de 3,6 × 9 m.

## Firebird, Disco Chicken
Le Grand oiseau de feu sur l'Arche est une des pièces maîtresses du Bechtler Museum of Modern Art.  Elle a été mise en valeur en janvier 2015, lors de l'illumination du musée qui fêtait les cinq ans de son ouverture .
Installé en 2009, le Grand oiseau également appelé Firebird (Oiseau de feu)  a été très vite adopté par le public. Il est même une des fiertés des habitants de la ville qui l'ont surnommé  Disco Chicken parce que vu de loin, l'oiseau a l'air de porter un pantalon pattes d'ef,  qui brille comme les boules lumineuses des boîtes de nuit disco (disco-ball). 
La sculpture est régulièrement réhabilitée avec des morceaux de miroirs par des artisans spécialisés. Elle est souvent heurtée par les skateurs.